# Pleurothallis geographica
Pleurothallis geographica är en orkidéart som beskrevs av Carlyle August Luer. Pleurothallis geographica ingår i släktet Pleurothallis och familjen orkidéer. Inga underarter finns listade i Catalogue of Life.